# Fra filmens barndom
Fra filmens barndom er en dansk dokumentarfilm fra 1926.

## Handling
Klip fra diverse danske stumfilm: Anarkistens Svigermoder (1906), Lille Dorrit (1924), Maharajahens Yndlingshustru (1926) og Fra Piazza del Popolo (1925).